# Réserve faunique du Saint-Maurice
La réserve faunique du Saint-Maurice est une réserve faunique du Québec (Canada) située  sur le territoire de la MRC de Mékinac, au nord de Shawinigan, à l'ouest de la rivière Saint-Maurice et au nord de la rivière Matawin. 
Cette réserve faunique de 782 km2 est vouée à la conservation, à la mise en valeur et à l’utilisation de la faune ainsi qu'à la pratique d'activités récréatives. Elle n'est cependant pas considérée comme une aire protégée, les activités forestières et minières y étant permises.
Cette réserve fut établie en 1963 sous le nom de réserve de chasse et pêche du Saint-Maurice.  Elle changea son statut vers la fin des années 1970.

## Géographie
La réserve faunique est située à l'ouest de la rivière Saint-Maurice à environ 90 km au nord de Trois-Rivières dans la MRC de Mékinac. Bien que le toponyme de la réserve provienne de la rivière, le territoire de la réserve n'atteint pas à la rivière.
Elle enclave la réserve de biodiversité projetée de la Vallée-Tousignant, et elle partage ses limites avec la Zec du Chapeau-de-Paille au sud-ouest et la zec Wessonneau au nord.
On accède à la réserve par le pont Mékinac à partir de la route 155, au nord du hameau de Rivière-Matawin. Une route forestière mène à la réserve qui est située à une dizaine de kilomètres à l'ouest. Le seul poste d'accueil, qui est situé hors réserve, est établi au sud de Rivière-Matawin (Hameau).
La réserve faunique du Saint-Maurice est située dans les Laurentides. Le terrain est donc composé de paragneiss, d'amphibolite et orthogneiss datant de 1 milliard d'années.  Le tout est recouvert d'un till de fond de 1 m d'épaisseur.
Toutes les rivières et les lacs font partie du bassin du Saint-Maurice. Il y a plus de 245 lacs dans la réserve.

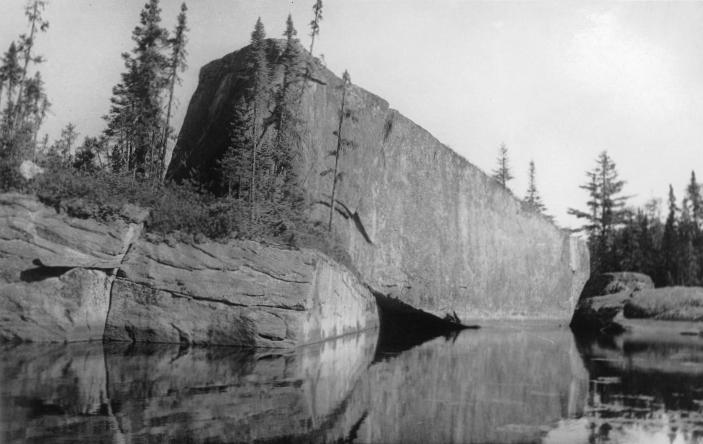
Rocher Steamboat

## Histoire
À la fin du XIXe siècle, les territoires longeant la rivière Saint-Maurice sont exploités par des compagnies forestières. L'établissement d'une usine de pâtes et papiers à La Tuque en 1910 augmente l'exploitation des ressources forestières en Mauricie.
À la même époque, des clubs privés s'établissent aux abords des grands plans d'eau pour la pratique d'activités de chasse et de pêche. Ces clubs privés construisent sur les terres de la couronne plusieurs chalets, et ce jusqu'au début des années soixante.
En 1963, le gouvernement du Québec crée une réserve de chasse et de pêche gérée par un syndicat d'utilisateurs, puis en 1966 le gouvernement intègre la réserve à son premier réseau de parcs. En 1977, le gouvernement du Québec passe la Loi sur les parcs qui modifie la Loi sur les parcs provinciaux de 1964. Cette nouvelle loi définie les parcs du Québec et apporte une distinction entre Parcs de récréation et Parc de conservation. En 1979, le parc du Saint-Maurice est classifié comme parc de récréation puis est transformé en réserve faunique.

## Patrimoine naturel

### Flore
La réserve fait partie de la forêt mixte laurentienne.  Les peuplements dominants sont l'érable à sucre et le bouleau jaune au sud des collines.  Les épinettes et les bouleaux dominent les versants nord de celles-ci.

### Faune
La réserve est fréquentée par plusieurs espèces de mammifères dont l'orignal, l'ours noir et le lièvre d'Amérique.
Il y a plus d'une centaine d'espèces d'oiseaux qui fréquente la réserve dont la gélinotte huppée, le tétras du Canada et le plongeon huard.
Pour la pêche, on retrouve le touladi, l'omble de fontaine.  Le lac Normand, au nord-ouest de la réserve, possède une petite population de saumon kokani introduite à la suite d'Expo 67.

## Réserve de biodiversité projetée de la Vallée-Tousignant
La réserve de biodiversité projetée de la Vallée-Tousignant est un territoire qui vise à devenir une réserve de biodiversité. Elle vise à protéger un élément de la réserve faunique à partir d'un souhait gouvernemental. La future réserve de biodiversité est située entièrement dans la région écologique de la dépression de La Tuque, dans la province écologique des Laurentides méridionales.